# Isigny-le-Buat
Isigny-le-Buat é uma comuna francesa na região administrativa da Normandia, no departamento Mancha. Estende-se por uma área de 72,89 km². Em 2010 a comuna tinha 3 375 habitantes (densidade: 46,3 hab./km²).